# FC Amsterdam in het seizoen 1977/78
Het seizoen 1977/1978 was het achtste jaar in het bestaan van de Amsterdamse betaaldvoetbalclub FC Amsterdam. De club kwam uit in de Eredivisie en eindigde daarin op de 17e plaats, dit betekende dat de club rechtstreeks degradeerde naar de Eerste divisie. Tevens deed de club mee aan het toernooi om de KNVB Beker, hierin werd in de derde ronde verloren van AZ '67 (0–1).

## Wedstrijdstatistieken

### Eredivisie
|       | Ajax  | AZ '67 | Feyenoord | Go Ahead Eagles | FC Den Haag | Haarlem | NAC   | N.E.C. | PSV   | Roda JC | Sparta Rotterdam | Telstar | FC Twente '65 | FC Utrecht | Vitesse | FC Volendam | FC VVV |
| ----- | ----- | ------ | --------- | --------------- | ----------- | ------- | ----- | ------ | ----- | ------- | ---------------- | ------- | ------------- | ---------- | ------- | ----------- | ------ |
| Thuis | 1 – 3 | 2 – 9  | 1 – 2     | 4 – 4           | 0 – 0       | 3 – 2   | 2 – 0 | 0 – 3  | 0 – 7 | 1 – 2   | 2 – 1            | 2 – 1   | 1 – 3         | 1 – 1      | 1 – 1   | 0 – 1       | 3 – 0  |
| Uit   | 5 – 1 | 0 – 0  | 1 – 1     | 2 – 0           | 3 – 1       | 0 – 2   | 3 – 2 | 0 – 0  | 2 – 0 | 3 – 1   | 6 – 0            | 0 – 1   | 0 – 2         | 2 – 2      | 0 – 4   | 3 – 0       | 3 – 0  |

### KNVB Beker
| 2e ronde                                        | FC Vlaardingen '74 | 0 – 3 (0 – 3) | FC Amsterdam                         |
| 20 november 1977 Plaats: Vlaardingen Floreslaan |                    |               | 34' Heini Otto 38', 39' André Wetzel |
| 3e ronde                                        | AZ '67             | 1 – 0 (1 – 0) | FC Amsterdam                         |
| 26 december 1977 Plaats: Alkmaar Alkmaarderhout | Kees Kist 40'      |               |                                      |

### Intertoto Cup
| Groep 1                                                   | Halmstads BK                          | 1 – 1 (1 – 0)    | FC Amsterdam                           |
| 2 juli 1975 Plaats: Halmstad Örjans vall                  | Claes Karlsson 41'                    | Wedstrijdverslag | 56' Martin Wiggemansen                 |
| Groep 1                                                   | Maccabi Jaffa FC                      | 2 – 1 (1 – 0)    | FC Amsterdam                           |
| 9 juli 1975 Plaats: Jaffa Itztadion Shkhunat HaTikva      | Itzhak Blum 38' Avraham Aroeti 50'    | Wedstrijdverslag | 53' Henk Wisman                        |
| Groep 1                                                   | FC Amsterdam                          | 1 – 2 (0 – 2)    | FK Vojvodina                           |
| 16 juli 1975 Plaats: Katwijk aan Zee Sportpark Nieuw Zuid | Henk Wisman 53'                       | Wedstrijdverslag | 40' Petar Nikezić 43' Branislav Anikić |
| Groep 1                                                   | FC Amsterdam                          | 1 – 1 (0 – 0)    | Halmstads BK                           |
| 23 juli 1975 Plaats: Zandvoort Sportpark Zandvoortmeeuwen | André Wetzel 88'                      | Wedstrijdverslag | 76' Rutger Backe                       |
| Groep 1                                                   | FK Vojvodina                          | 2 – 2 (1 – 2)    | FC Amsterdam                           |
| 27 juli 1975 Plaats: Novi Sad Stadion Vojvodine           | Niet bekend –' (pen.) Niet bekend 80' | Wedstrijdverslag | André Wetzel 45' Ton Kamphues          |
| Groep 1                                                   | FC Amsterdam                          | 3 – 1 (1 – 0)    | Maccabi Jaffa FC                       |
| 30 juli 1975 Plaats: Amsterdam Olympisch Stadion          | Co Stout 42', 50', 76'                | Wedstrijdverslag | 64' Avraham Aroeti                     |

## Statistieken FC Amsterdam 1977/1978

### Eindstand FC Amsterdam in de Nederlandse Eredivisie 1977 / 1978
| Stand | Gespeeld | Gewonnen | Gelijk | Verloren | Punten | Doelpunten voor | Doelpunten tegen |
| ----- | -------- | -------- | ------ | -------- | ------ | --------------- | ---------------- |
| 17e   | 34       | 9        | 8      | 17       | 26     | 41              | 73               |

### Topscorers
| #      | Naam                | Goal |
| ------ | ------------------- | ---- |
| 1.     | Co Stout            | 14   |
| 2.     | Leen van de Merkt   | 6    |
| 2.     | André Wetzel        | 6    |
| 4.     | Heini Otto          | 5    |
| 5.     | Ton Kamphues        | 3    |
| 5.     | Martin Wiggemansen  | 3    |
| 7.     | Willy van Bommel    | 2    |
| 7.     | Cees van Veenendaal | 2    |
| Totaal | Totaal              | 41   |

| #      | Naam         | Goal |
| ------ | ------------ | ---- |
| 1.     | André Wetzel | 2    |
| 2.     | Heini Otto   | 1    |
| Totaal | Totaal       | 3    |

| #      | Naam               | Goal |
| ------ | ------------------ | ---- |
| 1.     | Co Stout           | 3    |
| 2.     | André Wetzel       | 2    |
| 2.     | Henk Wisman        | 2    |
| 4.     | Ton Kamphues       | 1    |
| 4.     | Martin Wiggemansen | 1    |
| Totaal | Totaal             | 9    |

## Voetnoten
Ajax ·
FC Amsterdam ·
AZ '67 ·
Feyenoord ·
Go Ahead Eagles ·
FC Den Haag ·
Haarlem ·
NAC ·
N.E.C. ·
PSV ·
Roda JC ·
Sparta ·
Telstar ·
FC Twente '65 ·
FC Utrecht ·
Vitesse ·
FC Volendam ·
FC VVV